# Бегешка
Бегешка — река в России, протекает в Якшур-Бодьинском районе Удмуртии. Правый приток реки Иж.

## География
Длина реки 10 км. Исток в 4 км к юго-востоку от села Якшур-Бодья. Течёт по лесному массиву на юг. Впадает в Иж по правому берегу в 228 км от его устья. Сток зарегулирован. 
На реке вблизи устья расположен посёлок Бегешка, в верховьях бассейна находится нежилая деревня Бегеш. 
В бассейне реки ведётся добыча нефти (Бегешкинское месторождение). 

## Данные водного реестра
По данным государственного водного реестра России относится к Камскому бассейновому округу, водохозяйственный участок реки — Иж от истока и до устья, речной подбассейн реки — бассейны притоков Камы до впадения Белой. Речной бассейн реки — Кама.
Код объекта в государственном водном реестре — 10010101212111100026937.